# Burtjärnen (Ovanåkers socken, Hälsingland)
Burtjärnen är en sjö i Ovanåkers kommun i Hälsingland och ingår i Ljusnans huvudavrinningsområde.